# Ramón F. Bachs
Ramón F. Bachs   (Santa Coloma de Gramenet, 1973) és un dibuixant de còmic català, que treballa pel mercat estatunidenc.

## Biografia
Va començar la seva formació a l'Escola Joso de Barcelona, des d'on va col·laborar amb diversos fanzines i va participar en la creació del col·lectiu Amaníaco. Va realitzar juntament amb el seu company Josep Busquet Manticore, el seu primer treball professional, editat per Camaleón Ediciones. El bon acolliment del primer treball va possibilitar nous lliuraments i, anys després, un recopilatori per part de Planeta DeAgostini. Paral·lelament, Bachs va realitzar un grapat de còmics per al mercat espanyol: Yinn i la seva preqüela Cástor & Póllux juntament amb qui fou el seu professor Josep Mª Polls, o Saturn Babe i Fanhunter Goldenpussy de nou amb Josep Busquet.
L'any 1999 rep el pemi a l'autor Revelació del Saló del Còmic de Barcelona. La seva línia clara, la seva narrativa clàssica i el seu estil cartoon, barreja de variades influències europees, nord-americanes i orientals, va saber connectar, potser per coincidència generacional, amb un públic que sovint no s'identificava amb els còmics de la generació anterior però tampoc trobava qualitat en la nova historieta autòctona.

### L'aventura americana
Així i tot, veient la impossibilitat de professionalitzar-se dins d'Espanya, va decidir intentar-ho a l'altre costat de l'Atlàntic, i per a això va recórrer als serveis de l'agent David Macho. Aquest li va aconseguir el crossover Joker/Mask, treballant ja amb un personatge tan emblemàtic com Batman. D'aquí va passar a dibuixar diverses historietes de Star Wars, el còmic de presentació de Stiker Z amb el famós guionista Kurt Busiek i alguns nombres solts de Gen13. També s'ha encarregat dels dibuixos de la sèrie de còmics dedicats als personatges de la reeixida pel·lícula Shrek.
Entre 2005 i 2006 va dibuixar Generation-M, amb el guionista Paul Jenkins i després Civil War: Fontline #1-11, tots per Marvel Comics.

## Obra bàsica
- Manticore. 1996, Camaleón Ediciones.
- Manticore: Underworld Attacks!. 1997, Camaleón Ediciones.
- Yinn. 1997, Planeta.
- Manticore: Rashsushcan. 1998, Camaleón Ediciones.
- Saturn Babe. 1998, Planeta.
- Castor & Pollux. 1998, Dubti Comics.
- Fanhunter: Goldenpussy. 1999, Planeta
- Joker / Mask. 2000, Dark Horse.
- Star Wars: Infinity's End. 2000-01, Dark Horse.
- Star Wars: Qui-gon & Obi-wan: Last stand on Ord Mantell. 2000-01, Dark Horse.
- Star Wars: Jedi vs. Sith. 2001, Dark Horse.
- Striker Z. 2002, DC Comics.
- Star Wars: Jango Fett: Open seasons. 2002, Dark Horse.
- Star Wars: Starfighter: Crossbones. 2002, Dark Horse.
- Shrek. 2003, Dark Horse.
- Batman: Legends of the Dark Knight nº180. 2004, DC Comics.
- Generation-M. 2006, Marvel Comics.
- Batman: city of crime. 2006, DC comics.
- Civil War: Frontline. 2006-2007, Marvel comics.
- WWHulk: Frontline. 2007, Marvel comics.
- Marvel Apes, 2008. Marvel comics.
- World's Finest, 2009. DC Comics.
- Xarxa Robin. 2009, DC comics.
- Azrael, 2010, DC Comics.
- historia de Dos Caras en Batman: Streets of Gotham. 2011, DC comics.
- Bruce Wayne: The Road Home Xarxa Robin. 2010, DC Comics.
- Marvel Universe Ultimate Spider-Man. 2012-2013, Marvel Comics.
- Avengers: Earth's Mightiest Heroes. 2012, Marvel comics.